# Cementerio General de Santiago

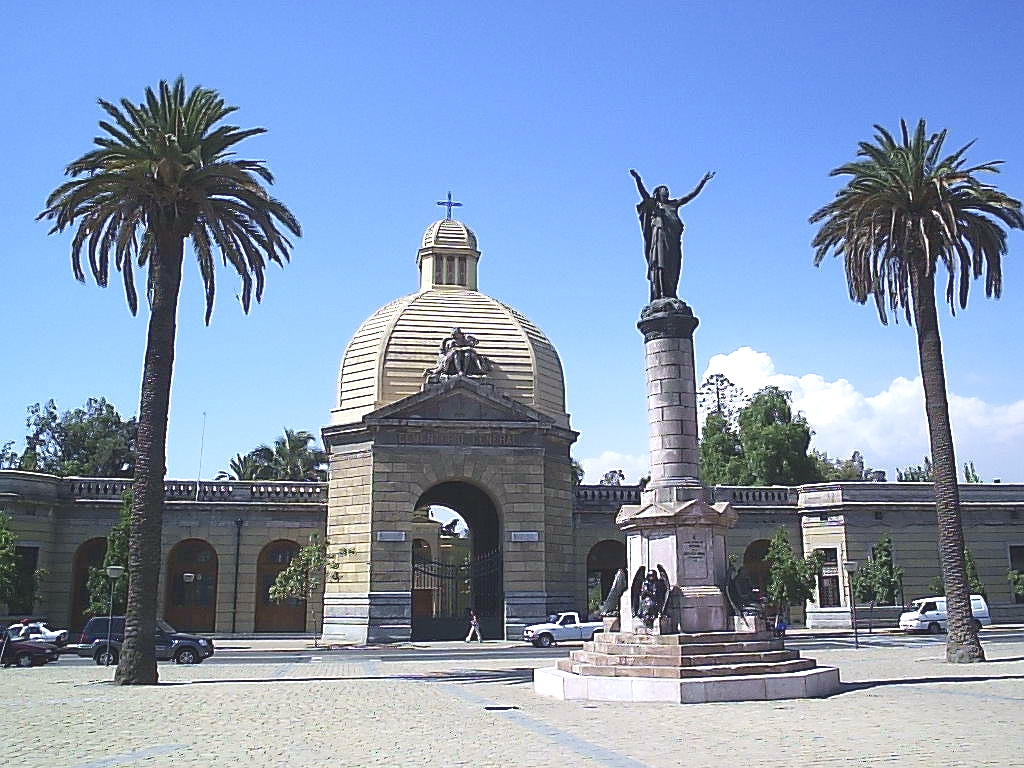
Eingang des Cementerio General de Recoleta

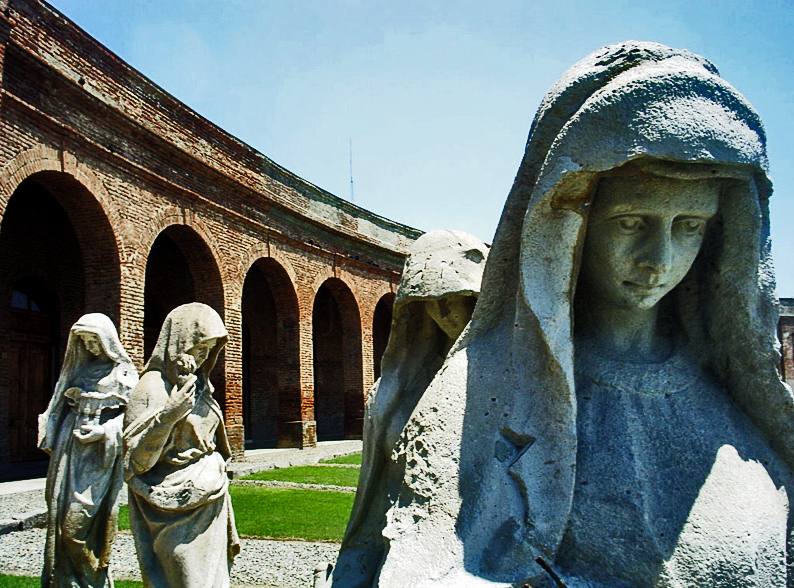
Skulpturen auf dem Vorplatz des Cementerio General

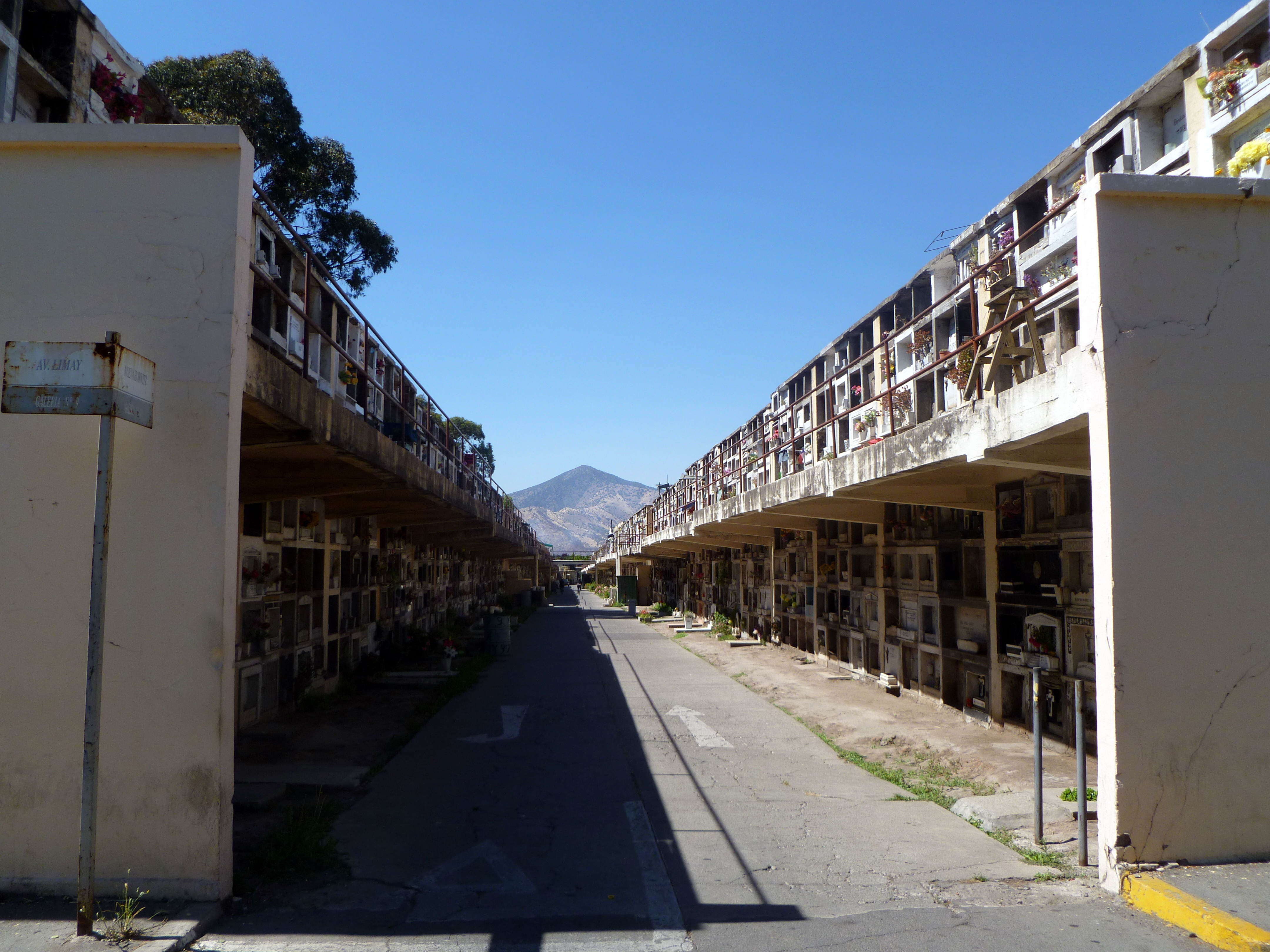
Grabnischen auf dem Cementerio General

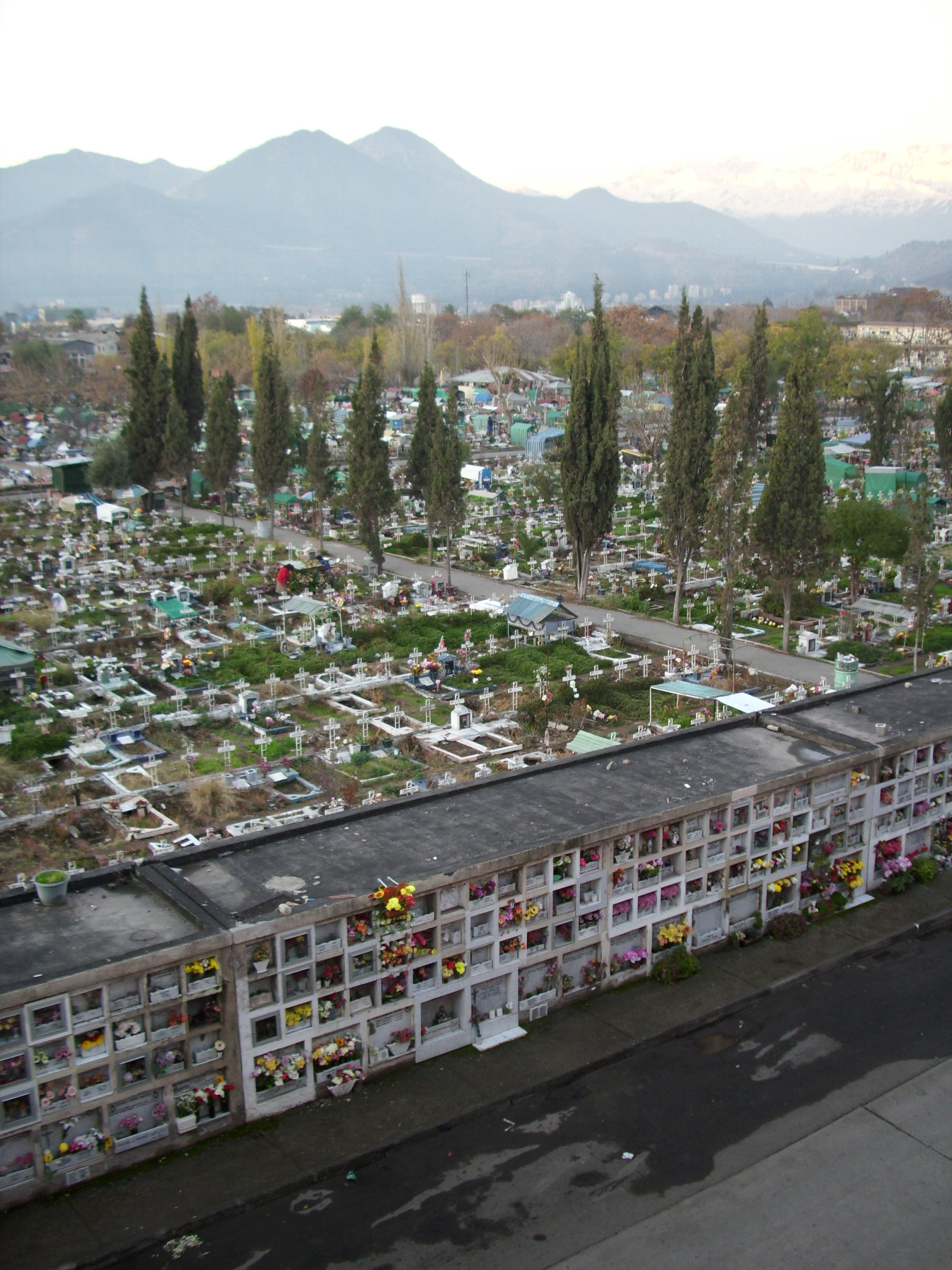
Gruft- und Erdbestattung sind die dominierenden Grabformen

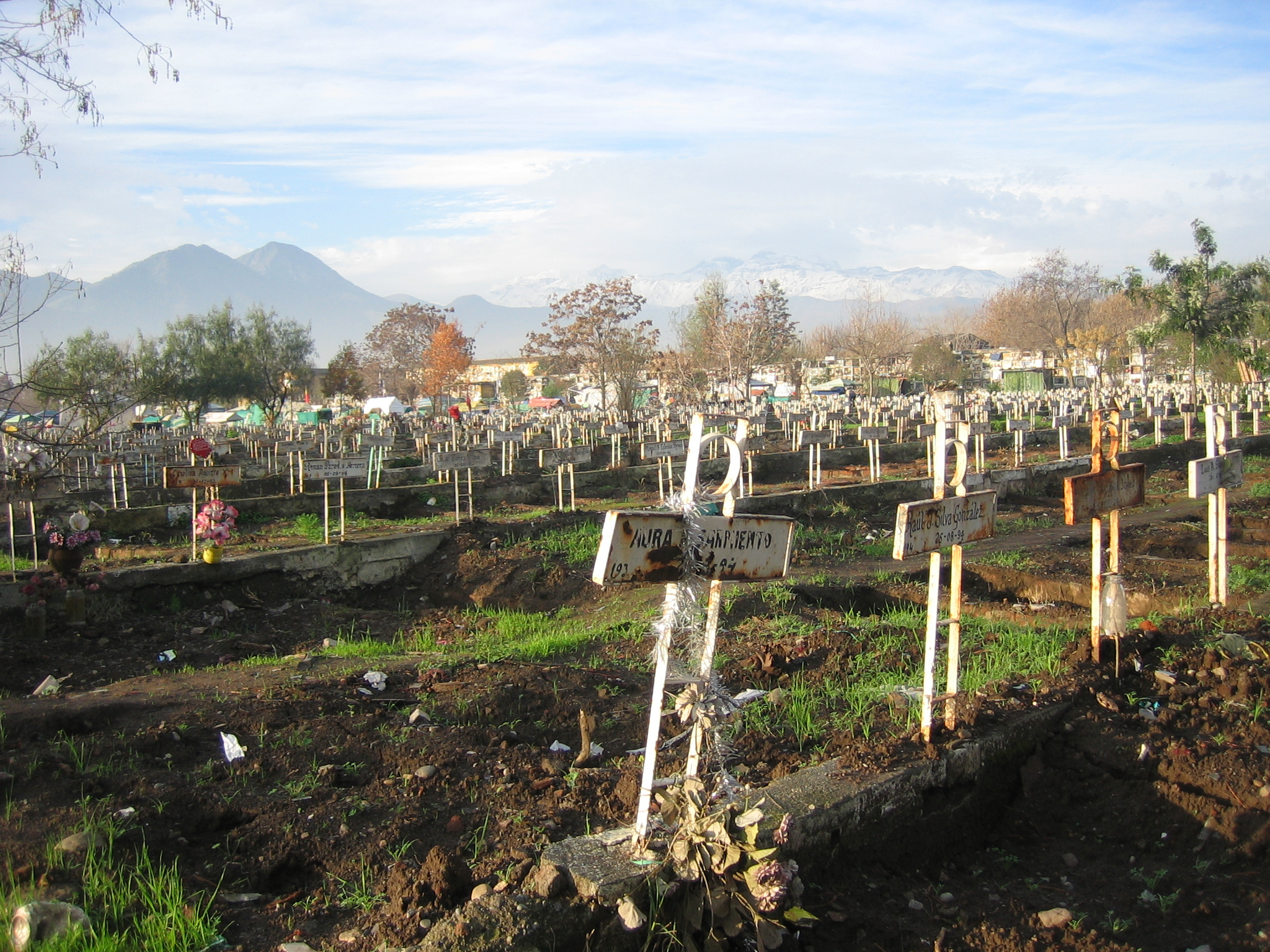
Ältester Teil des Friedhofs im Norden des Geländes

Der Cementerio General de Santiago (amtlich Cementerio General de Recoleta) ist der Hauptfriedhof von Santiago de Chile.

## Geschichte und Bedeutung
Der am 9. Dezember 1821 von Bernardo O’Higgins in Recoleta eingeweihte Ort war der erste nach französischem Vorbild außerhalb des damaligen Stadtgebiets angelegte Friedhof der chilenischen Hauptstadt und gilt heute als Nationalfriedhof Chiles. Hier ruhen fast alle Präsidenten Chiles, darunter seit seiner Umbettung nach dem Ende der Diktatur auch Salvador Allende, sowie viele Prominente und bedeutende Künstler wie etwa Víctor Jara und Violeta Parra. Auf dem 86 Hektar großen Gelände sind etwa zwei Millionen Menschen bestattet. Das älteste Grabfeld mit heute zum Teil verwitterten und nicht mehr zuzuordnenden Gräbern befindet sich im nördlichen Bereich der Anlage. Deren heutige Gestalt geht auf die Planungen von Benjamín Vicuña Mackenna (1831–1886) als Intendant von Santiago zurück, nachdem die Friedhofshoheit in den 1870er und 1880er Jahren nach harten Auseinandersetzungen der Katholischen Kirche entzogen und dem Staat übertragen worden war. Der öffentliche Friedhof ermöglichte es nun, auch Nichtkatholiken, Besitzlose und andere Tote, die auf Kirchenfriedhöfen nicht bestattet werden durften und zuvor an einem Hang des Cerro Santa Lucía im Stadtzentrum abgelegt wurden, würdig zu beerdigen. 1965 wurde auf dem Cementerio General das erste Krematorium Chiles () in Betrieb genommen, sodass seither auch Feuerbestattungen möglich sind. Auf der Ostseite des Friedhofs befindet sich eine im Februar 1994 eingeweihte Gedenkstätte () für die ermordeten und verschwundenen Opfer der Militärdiktatur.

## Auf dem Friedhof begrabene Persönlichkeiten

### Liste mit Grabstellen
- Pedro Aguirre Cerda (1879–1941), Präsident von Chile (▼)
- Arturo Alessandri (1868–1950), Präsident von Chile (▼)
- Salvador Allende (1908–1973), Arzt und Politiker, Präsident von Chile (▼)
- Ramón Allende Padín (1845–1884), Arzt und Politiker, Großmeister der Großloge von Chile (▼)
- Eduardo Alquinta (1945–2003), Musiker, Kopf der Band Los Jaivas (▼)
- Nemesio Antúnez (1918–1993), Maler (▼)
- Patricio Aylwin (1918–2016), Präsident von Chile (▼)
- José Manuel Balmaceda (1840–1891), Präsident von Chile (▼)
- José Balmes (1927–2016), katalanisch-chilenischer Maler, Nationalpreisträger 1999
- Manuel Baquedano (1823–1897), General im Salpeterkrieg (▼)
- Andrés Bello (1781–1865), Gelehrter, Gründer der Universidad de Chile (▼)
- Elson Beyruth (1941–2012), brasilianischer Fußballspieler
- Manuel Blanco Encalada (1790–1876), Offizier und Politiker, erster Präsident von Chile (▼)
- María Luisa Bombal (1910–1980), Schriftstellerin
- Marta Brunet (1887–1967), Schriftstellerin
- Manuel Bulnes (1799–1866), Präsident von Chile (▼)
- Marta Colvin (1907–1995), Bildhauerin (▼)
- Miguel Enríquez (1944–1974), Politiker, Gründer der MIR (▼)
- Eduardo Frei Montalva (1911–1982), Präsident von Chile (▼)
- Jaime Guzmán (1946–1991), Politiker, Gründer der UDI (▼)
- Camilo Henríquez (1769–1825), Politiker, Freiheitsheld (▼)
- Ehrenhof für Bernardo O’Higgins (1778–1842), Unabhängigkeitsheld, erster Staatschef von Chile (▼) (bis 1979 befand sich hier sein Grab, es wurde im Zuge der Umbauarbeiten nach dem Militärputsch in den Präsidentenpalast verlegt)
- Víctor Jara (1932–1973), Poet, Sänger (▼)
- Emilio Körner Henze (1846–1920), deutscher Militärberater (▼)
- José Victorino Lastarria (1817–1888), Politiker und Literat
- Orlando Letelier (1932–1976), Politiker, Mordopfer (▼)
- Margot Loyola (1918–2015), Musikerin und Musikethnologin
- Rebeca Matte (1875–1929), Bildhauerin
- Jorge Montt (1845–1922), Admiral, Präsident von Chile (▼)
- Pedro Montt (1849–1910), Präsident von Chile (▼)
- Pablo Neruda (1904–1973), chilenischer Nationaldichter (1992 umgebettet nach Isla Negra bei Valparaíso)[1]
- Sergio Ortega (1938–2003), Musiker (▼)
- Violeta Parra (1917–1967), Sängerin (▼)
- José Santiago Portales (1764–1835), Präsident von Chile (▼)
- Luis Emilio Recabarren (1876–1924), Arbeiterführer (▼)
- Sótero del Río Gundián (1900–1969), Arzt und Politiker, Großmeister der Großloge von Chile (▼)
- Manuel Rodríguez (1785–1818), Politiker, Freiheitsheld (▼) (am 25. Mai 1895 aus Til Til hierher umgebettet)
- Pablo de Rokha (1884–1968), Dichter (▼)
- Juan Luis Sanfuentes (1858–1930), Präsident von Chile (▼)
- Manuel Thomson (1839–1880), chilenischer Flottenkommandeur im Salpeterkrieg, gefallen auf der Huáscar[2]
- Daniel Zamudio (1987–2012), Gewaltopfer (▼)

### Vermutetes Grab Erich Honeckers
Nach seinem Tod am 29. Mai 1994 wurde der im chilenischen Exil verstorbene frühere Staats- und Parteichef der DDR, Erich Honecker, im Krematorium des Hauptfriedhofs Recoleta eingeäschert und soll früheren Vermutungen zufolge unbemerkt von der Öffentlichkeit auch dort beigesetzt worden sein. Nach Angaben seines Enkels Roberto Yáñez befindet sich die Bestattungsurne Honeckers jedoch ebenso wie die Urne mit der Asche seiner Frau Margot († 2016) im Besitz eines Freundes der Familie. Die Datenbank des Friedhofs nennt als Tag der Kremierung den 30. Mai 1994 und bestätigt die Mitnahme der Asche nach außerhalb. Hans Modrow sprach sich 2018 dafür aus, Honecker endgültig auf dem chilenischen Friedhof beisetzen zu lassen und keinesfalls nach Deutschland überzuführen.